# Lophonotina peonza
Lophonotina peonza är en fjärilsart som beskrevs av Paul Dognin 1897. Lophonotina peonza ingår i släktet Lophonotina och familjen nattflyn. Inga underarter finns listade i Catalogue of Life.